# Тимофєєва Агафія Григорівна
Агафія Григорівна Тимофєєва (1901, село Белавіно Клинського повіту Московської губернії, тепер у складі міського поселення Клин Клинського району Московської області Російської Федерації — ?) — радянська діячка, голова колгоспу «Правда» Клинського району Московської області. Депутат Верховної Ради СРСР 3—4-го скликань.

## Життєпис
Народилася в селянській родині. Закінчила три класи сільської школи. З дитячих років працювала в сільському господарстві.
З 1930-х років — колгоспниця, з 1942 року — бригадир колгоспу «Правда» села Белавіно Клинського району Московської області.
З 1944 року — голова правління колгоспу «Правда» села Белавіно Клинського району Московської області.
Член ВКП(б) з 1950 року.
Подальша доля невідома.

## Нагороди
- медаль «За доблесну працю у Великій Вітчизняній війні 1941—1945 рр.» (1945)
- медалі